# کالاوی کارز

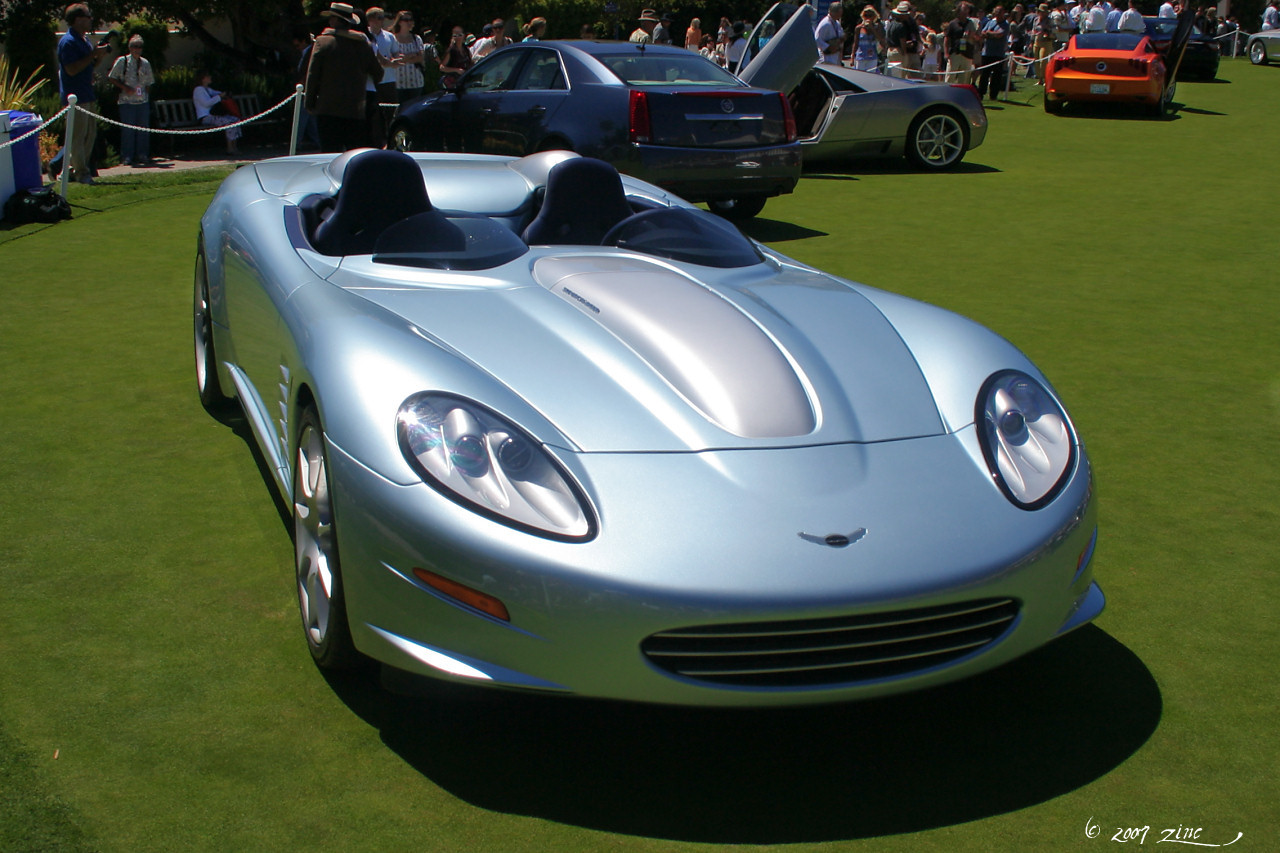
تصویر ماشینی از شرکت خودرو سازی کالاوی کارز

کالاوی کارز (انگلیسی: Callaway Cars) شرکت خودروسازی آمریکایی است، که در سال ۱۹۷۷ تأسیس شد.